# 11. арондисман Париза
11. арондисман Париза је један од 20 арондисмана главног града Француске. У говорном француском, овај арондисман се назива onzième.
Арондисман налази се на десној обали реке Сене . Овај арондисман је један од најгушће насељених урбаних округа у било ком европском граду.

## Опис
Једанаести арондисман је разнолика и занимљива област. На западу се налази трг Републике, који је повезан са тргом Бастиље, на истоку, широким булеваром Ришар Леноар са дрворедима, са својим великим пијацама и дечијим парковима. Трг Бастиља и улица  Фауборга Сен-Антонија препуне су модерних кафића, ресторана и ноћног живота, а садрже и низ бутика и галерија. Округ Оберкампф на северу је још једно популарно подручје за ноћни живот. Исток је више стамбени, са више трговине на велико, док су области око Булевара Волтер и Авеније Парментиер живахније раскрснице за локалну заједницу. Последњих година овај округ се појавио као један од најмодернијих региона Париза.
То је 13. новембра 2015. године било место координисаних пуцњава и бомбашких напада у којима су погинуле 132 особе. Отприлике 20 година раније, догодио се још један напад. 

## Географија
Површина овог арондисмана је 3.666 км2 или 906 хектара.

## Демографија
Највећи број становника 11. арондисмана Париза догодио се 1911. са 242.295 становника. Данас, арондисман остаје најгушће насељени у Паризу, праћен великим обимом пословних активности: 149.102 становника и 71.962 радна места на последњем попису, 1999. године.
Становништво се састоји од великог броја одраслих самаца, иако су њени источни делови више оријентисани на породицу. У већини области једанаесте постоји снажан дух заједнице, а испресецан је пријатним трговима и парковима.

### Историјско становништво
| Година (француски пописи)    | Популација | Густина (ст. по км 2 ) |
| ---------------------------- | ---------- | ---------------------- |
| 1872. године                 | 167,393    | 45,611                 |
| 1911. (врхунац становништва) | 242,295    | 66,092                 |
| 1954. године                 | 200,440    | 54,616                 |
| 1962. године                 | 193,349    | 52,741                 |
| 1968                         | 179,727    | 49,025                 |
| 1975. године                 | 159,317    | 43,458                 |
| 1982                         | 146,931    | 40,079                 |
| 1990                         | 154,165    | 42,053                 |
| 1999                         | 149,102    | 40,672                 |
| 2009                         | 152,744    | 41,620                 |

## Места од интереса
- ЕСЦП-ЕАП
- Музеј Едит Пијаф
- Зимски циркус

- Зимски циркус
- Црква Светог Амвросија
- Градска кућа
- Бастиља